# AccuWeather
AccuWeatherは世界中の天気予報を提供するアメリカ合衆国の企業である。
ペンシルベニア州立大学で気象学を専攻して1962年に卒業したJoel N. Myersが設立した。初の顧客はペンシルバニアのガス会社であった。経営と並行して大学の気象学教授となり、1971年に現社名に変更した。
ステートカレッジ (ペンシルベニア州)に本社を、ロックフェラーセンターとフォート ワシントンに販売拠点をそれぞれ設ける。Amazon AlexaやPokémon GOに天気情報を提供している。
報道機関は、AccuWeather Appとthe AccuWeather Channel。スローガンは、"World's Weather Authority"。

## 概要
世界中のマスコミ、企業、政府など計175,559の顧客と取引があり、広告付き無料天候配信アプリを提供している。2024年6月のSimilarWebによるアメリカ国内の人気ウェブサイト調査では79位である。
アメリカ国立気象局や国外気象政府機関、環境保護団体、軍などから得られる膨大な情報源を基に気象を推測している。404人の従業員のうち113人が気象学者である。商用スポンサー付きのThe Local AccuWeather Channelは、ニューヨーク、ロサンゼルス、シカゴ、フィラデルフィア、サンフランシスコヒューストンなど56地点で、2006年から24時間配信している。
日本では予報業務許可事業者として登録されていないが、インターネット経由で予報を閲覧可能である。国内に拠点が無いため罰則は適用されない。